# 龍田丸

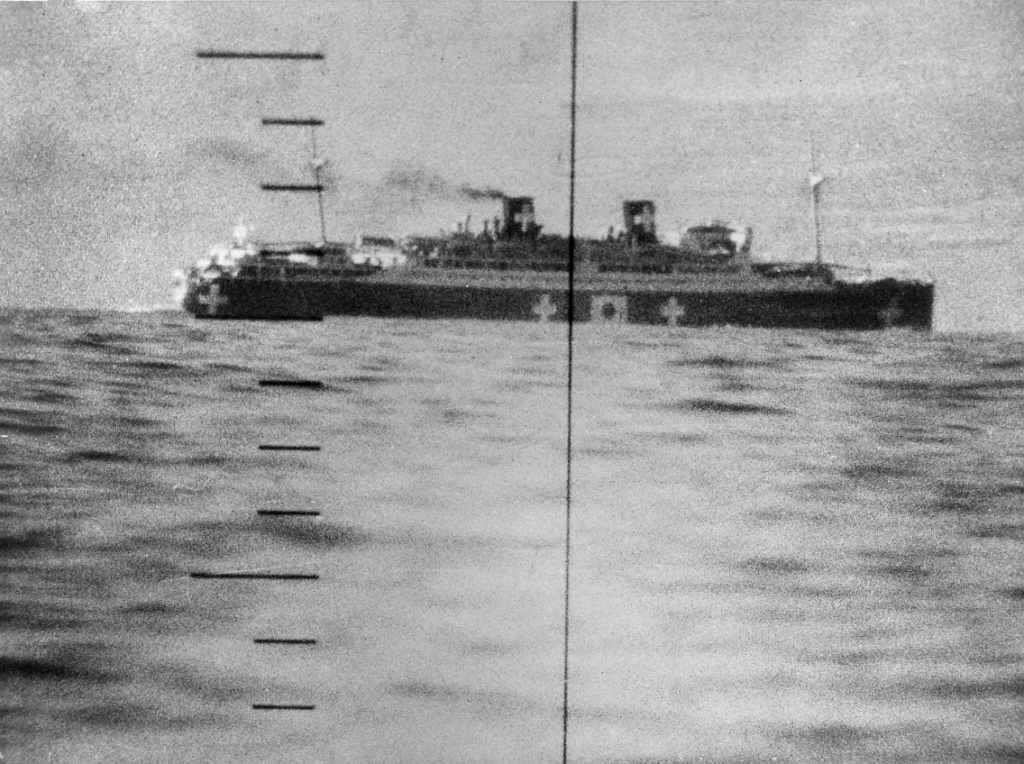
日英交換後、横浜に向け航海中の「龍田丸」。米潜水艦「キングフィッシュ」が撮影。1942年10月14日

龍田丸（たつたまる）は、日本郵船が保有していた貨客船。「浅間丸」、「秩父丸」と姉妹船。船名由来は龍田大社で、いずれの船も神社名にちなんだ命名であった。

## 概要
浅間丸型客船の1隻として三菱重工業長崎造船所で建造され、1930年（昭和5年）に就航。姉妹船（浅間丸、秩父丸、龍田丸）は揃って北米航路に就航し、「太平洋の女王」と称された。「龍田丸」は隔週で運行されていた北米航路用の船であった。主な寄港地は香港・上海・神戸・横浜・ホノルル・ロサンゼルスおよびサンフランシスコなど。
なお、日本海軍は浅間丸型3隻（浅間丸、秩父丸、龍田丸）を有事において航空母艦に改造することを想定していた。
太平洋戦争における「龍田丸」は、1942年（昭和17年）1月に徴傭され、兵員輸送船や交換船として活動する。
1943年（昭和18年）2月8日夜、駆逐艦「山雲」に護衛され横須賀からトラック泊地へ進出中、米潜水艦の雷撃により御蔵島（伊豆諸島）東方海域で撃沈された。

## 船歴

### 就役まで
第一次世界大戦後経営危機に陥っていた東洋汽船から、1926年（大正15年）サンフランシスコ航路を継承した日本郵船は同航路の旧型就航船刷新のため、浅間丸級大型定期客船3隻を建造した。「龍田丸」はその第3船である。「龍田丸」は三菱造船長崎造船所で建造された。船番は451。
「龍田丸」の総トン数16,955トン、全長178mで最大幅は22mで、航海速力は19ノットであった。当時三菱長崎造船所はスイスのスルザー社と技術提携しており、スルザー型ディーゼル機関搭載、総出力16,000馬力の条件で、8ST90型エンジン2基2軸と、それより小型の8ST68/100型エンジン4基4軸とが比較検討されたが、主機室天井高さが最大2層分低くできる後者が採用された。なお「浅間丸」ではスルザー社製エンジンを輸入搭載したが、「龍田丸」では三菱長崎造船所製エンジンが搭載された。
前述のように、日本海軍は有事において浅間丸級3隻を空母（特設航空母艦）に改造することを想定していた。
その場合、浅間丸級3隻（秩父丸、浅間丸、龍田丸）と駆逐艦「秋風」、「羽風」で第五航空戦隊を編成予定だった（昭和10年11月12日案）。
海軍は逓信省を通じて浅間丸型の設計に関与し、特に前後部の船倉口は航空機用エレベーターを兼ねている。また航空機や兵器の進化にあわせ、空母改造時の設計図は毎年更新されていたという。
だが新田丸級貨客船（改造後は大鷹型航空母艦）や橿原丸級貨客船（改造後は隼鷹型航空母艦）とは異なり、浅間丸級は空母改造の「検討対象」であって空母改造を「前提とした」構造（設計）ではなかった。
最終的に、本級3隻が空母に改造されることはなかった。
本級用に開発されていた艤装は、新田丸級貨客船/大鷹型航空母艦3隻（新田丸〈冲鷹〉、八幡丸〈雲鷹〉、春日丸〈大鷹〉）の空母改装時に流用された。
「龍田丸」は1927年（昭和2年）12月3日に起工。
1929年（昭和4年）4月12日に進水。
1930年（昭和5年）3月15日に竣工。同年4月25日に横浜からサンフランシスコに向けて処女航海に出発した。翌1931年1月には三大陸横断飛行を成功させて話題となった東善作がこれに乗り、アメリカへの帰路についている。1938年7月、「龍田丸」は太平洋横断100回を達成した。

### 日米関係悪化
1941年7月26日、日本の南部仏印進駐に絡み、アメリカは日本資産の凍結を通告。このため、7月10日に横浜を出港し7月24日サンフランシスコ到着の予定で航行中であった「龍田丸」は、23日から洋上待機となり、7月30日になってようやくサンフランシスコに入港した。ロサンゼルスとホノルルへの寄港は取りやめとなり、「龍田丸」はサンフランシスコで乗客全員と一部を除く貨物を降ろし、アスファルトなど1079トンと日本人引き揚げ客を乗せて8月4日に出港。8月18日に横浜に着いた。帰路では食中毒が発生し、9名の死者が出た。その原因は卵の変質であった。同船の乗客だった二階堂進（戦後、自由民主党副総裁）が中毒者の看護に奔走している。当時、作家の宮本百合子がこのニュースについて「龍田丸の中毒事件」というエッセイを「家庭新聞」（8月21日号）に発表している。以後、サンフランシスコ線各船は横浜待機となる。
9月から11月にかけ、引揚邦人輸送のため政府は各地へ船を派遣した。「龍田丸」はホノルル、サンフランシスコ行きとなり、608人を乗せて10月15日に横浜を出港。復航では860人を乗せて11月14日に横浜に戻った。
折しも日本海軍の連合艦隊は真珠湾攻撃に特殊潜航艇「甲標的」を投入する計画を立案しており、軍令部の有泉龍之助中佐は、出撃隊員を「龍田丸」に乗せて真珠湾の事前偵察をおこなう意向を示した。松尾敬宇中尉と神田晃少尉の軍人2名が、龍田丸船員（見習い運転士）の立場で乗船した。
また、外務省官吏に成りすました海軍士官1名と伝書史1名も乗船していた。
次の「龍田丸」の航海は、11月24日に横浜を出発し、12月7日前後にロサンゼルスへ入港する予定だった。だが、この時点で日本政府・日本陸軍・日本海軍は12月8日の開戦を決定して準備を進めており、日米開戦と共に「龍田丸」がロサンゼルスで拿捕されるのは確実であった。大本営海軍部（軍令部）は、開戦日を秘匿するために「龍田丸」をあえて出港させることにする。ただし11月24日出発ではなく12月2日に出発を遅らせ、さらに海軍省は木村庄平龍田丸船長に「12月8日零時に開封するように」との箱を渡した。
12月2日午後1時、「龍田丸」は南米の観光団、英米の外交官、在日商館員、日系人の母国観光団などを乗せて横浜を出港する。「龍田丸」の出港はアメリカのマスコミも大きく報道し、たとえばニューヨーク・タイムズは12月3日付記事で「日本がしばらくの間、何も行動を起こさない証拠」と論述した。ロサンゼルスを経由してパナマのバルボアへ向かう予定航路であったが、大圏コースの北太平洋上で日付変更線を越えた2度目の12月7日、日米開戦の報を受けて引き返し、12月15日（戦史叢書では12月14日着）に横浜に帰港した。上述のように、この航海は機動部隊による12月8日の真珠湾攻撃をカムフラージュするための航海であった。

### 太平洋戦争
1942年（昭和17年）1月14日付で海軍に徴用され、横須賀鎮守府籍となる。1月27日より行動を開始する。「龍田丸」は、メレヨン島、南洋諸島、ボルネオ、フィリピン方面の兵員輸送に従事した。
1942年（昭和17年）6月上旬のミッドウェー海戦で日本海軍は主力空母4隻を喪失。6月30日付海軍大臣決裁の空母増産計画（航空母艦増勢実行に関する件仰裁）で再び浅間丸級の空母改造案が浮上する。この場合は浅間丸級固有のディーゼル機関を、駆逐艦用のタービン機関に換装する予定だった。だが、いつしか立ち消えになってしまった。福井静夫（海軍技術将校、艦艇研究家）によれば、鎌倉丸型各艦は大鷹型（八幡丸〈雲鷹〉、新田丸〈冲鷹〉）の空母改造が終了次第、逐次空母に改造する予定であったという。
同時期の「龍田丸」は、日英外交官交換船運航に投入されることになった。同年7月30日、454名の船客を乗せ横浜を出港する。途中寄港の上海で324名、サイゴンで146名、シンガポールで4名を乗せ、計928名で当時中立国であったポルトガル領東アフリカの交換地ロレンソ・マルケスに8月27日到着した。ここで日本人外交官、民間人877名、タイ人42名の計919名を乗せ9月2日出港、途中シンガポールで日本人571名とタイ人42名下船し、外務省関係者6名が乗船した。9月27日、「龍田丸」は横浜に帰着した。
同年10月24日より、船舶運営会仕様船となったが、11月7日に再度徴傭された。12月よりフィリピンやシンガポールなど、東南アジア方面への輸送任務に従事した。
1943年（昭和18年）2月8日午後4時、「龍田丸」（船長木村庄平）は兵員・物資輸送任務のため、護衛の駆逐艦「山雲」と共に横須賀を出発、トラック島に向かった。悪天候（夜間、風速20ｍ）で航海中の同日22時15分、御蔵島東方約70km（北緯34度00分 東経140度00分 / 北緯34.000度 東経140.000度）の地点でアメリカ潜水艦「ターポン」の雷撃を受ける。夜間に加え現場の海域は強風下であったが、「ターポン」はレーダーで「龍田丸」を探知して魚雷を発射した。
爆発音2回を確認した「山雲」は「龍田丸」に接近。「イカガセシヤ」と発光信号をおくったが、「龍田丸」からの応答はなかった。「龍田丸」は22時37分に沈没し、乗組員198名・乗船員1283名全員が死亡した。乗船員は軍属が主体であるが、先立つ1942年5月にやはりアメリカ潜水艦に撃沈された大洋丸と同様に、占領地行政や産業･資源開発にあたるはずの有識者･技師等の人材を多数運んでいた船だったとされ、両船の沈没により有識者･技師が多数亡くなったことから、日本の占領地行政は2年遅れたと言われる。
「山雲」は爆雷投射を行いつつ、2月9日天明を待って捜索活動を開始した。また「山雲」からの連絡で海軍館山航空隊から哨戒機一機が現場に急行、さらに横須賀鎮守府所属艦艇など数隻も沈没海域に急行して捜索を実施するが、海面に重油が広がるのみで、龍田丸の手掛かりを得ることはできなかったという。「山雲」が夜間とはいえ直ちに救助活動に当たらなかったことには、潜水艦に臆し護衛艦の本来の役割を放棄したような印象を受けたと思われる批判の声も戦後あがっている。また、事件当夜、「山雲」艦長は横須賀鎮守府に龍田丸が短艇（救命艇）を降下した形跡も認められずとの電文報告を入れているが、この真偽についても海上遭難経験者からは、沈没の危険があれば直ちに救命艇の効果準備が行われるはずとして疑問の声が強い。
2月20日、「龍田丸」乗船中の軍属1名の遺体が収容された。「戦没した船と海員の資料館」（神戸市中央区）研究員の大井田孝による調査により2012年9月段階で殉難者氏名が船員全員を含めた665人まで判明したが残り816人が不明となっていた。神奈川県大和市の蓮慶寺に殉難者慰霊のための五輪塔がある。